# یوزیمانوو
یوزیمانوو (انگلیسی: Yuzimanovo) یک شهرک در شهرستان گافوریسکی استان باشقیرستان کشور روسیه است.